# IVSテレビ制作
IVSテレビ制作株式会社（アイ・ヴィ・エス テレビせいさく、IVS Television Co.,ltd.）は、日本の東京都港区に本社を置く、テレビ番組の制作プロダクション。「IVS」は"International Vision System"の略。

## 概要
1972年、当時読売テレビのプロデューサー・ディレクターだった斉藤寿孝（現・取締役名誉会長）が独立し、11月30日大阪市に「株式会社アイ.ヴイ.エス.」を設立（1975年に現社名に変更）。
1973年、後にIVSを支えるディレクターとなる「テリー伊藤」こと伊藤輝夫が入社。わずか2年余りでディレクターに昇格し、その後『ねるとん紅鯨団』『天才・たけしの元気が出るテレビ!!』などのヒット作を手掛ける。
1976年に東京支社（現・東京本社）を設立後は同年にスタートした『びっくり日本新記録』（読売テレビ）をはじめとして数々の人気テレビ番組を制作している。過去の歴史的な経緯から、日本テレビ系、及び在阪各放送局が制作した番組を中心に数多く携わっている。

## 斉藤会長とピアノ
創設者の斎藤は6歳からピアノを始め、東京音楽大学ピアノ科に進学した経歴を持つ人物。特にショパンを愛好しており、ワルシャワで開催されるショパン国際ピアノコンクールにIVSテレビ制作賞を設けたり、傘下にもつIVS音楽出版で同コンクール優勝のピアニスト、スタニスラフ・ブーニンを始めとする演奏家のマネージメント業務を行なったりするなどの一面も持ち合わせる企業風土である。

## 役員
- 名誉会長：斉藤寿孝
- 代表取締役会長：長尾忠彦
- 代表取締役社長：福浦与一（株式会社IVS41代表取締役社長）
- 取締役副社長：住友正信
- 常務取締役：錦信次
- 取締役：中根三美（株式会社IVS41常務取締役）、野澤尚弘
- 執行役員：伊藤博文、佐藤基（株式会社IVS41副社長）、武石政人、中村秀樹、三砂拓也
- 常勤顧問：湯浅健司、宮﨑敏夫、中山憲明

## 沿革
- 1972年（昭和47年）11月30日 - 大阪にて株式会社IVSを設立。
- 1973年（昭和48年） - テリー伊藤が入社。
- 1975年（昭和50年） - IVSテレビ制作株式会社に社名変更し、法人登録された。
- 1975年（昭和50年）10月 - 初のレギュラー番組作品、読売テレビの『びっくり日本新記録』を放送開始。
- 1985年（昭和60年）4月 - 日本テレビの『天才・たけしの元気が出るテレビ!!』を放送開始。
- 1986年（昭和61年）5月 - 『天才・たけしの元気が出るテレビ!!』が、第3回ATP賞の優秀賞と人気番組賞を2つずつ受賞された。
- 1987年（昭和62年）10月 - 関西テレビの『ねるとん紅鯨団』を放送開始。
- 1991年（平成3年）4月 - 読売テレビの『それいけ!!ココロジー』を放送開始。
- 1992年（平成4年）4月 - 毎日放送の『たけし・所のドラキュラが狙ってる』を放送開始。
- 1998年（平成10年）4月 - 日本テレビの『ザ!鉄腕!DASH!!』を放送開始。
- 2003年（平成15年）10月 - TBSの『爆笑問題のバク天!』を放送開始。
- 2005年（平成17年）4月 - フジテレビの『ネプリーグ』がゴールデンタイムに進出。
- 2014年（平成26年）1月30日 - インターネット番組、企業向け動画制作に特化した関連会社、株式会社IVS41（フォーワン）を設立[1]。

## 所属スタッフ
IVSテレビ制作
エグゼグティブプロデューサー
- 長尾忠彦（会長）

チーフプロデューサー
- 福浦与一（社長）
- 中根三美（取締役）
- 佐藤基（執行役員）

プロデューサー・演出
- 野澤尚弘（取締役）

プロデューサー
- 萩原朋子
- 渡邊正人
- 須山由佳子

AP
- 藤田由美
- 須々田朋美
- 榎本早希

演出
- 中村秀樹（執行役員）
- 多田隆人（執行役員）
- 大塚真史（執行役員）
- 佐津川陽
- 渡辺将司
- 水沼保和（執行役員）
- 北村朋広
- 渡部一貴

IVS41
チーフプロデューサー
- 中根三美（常務取締役）
- 佐藤基（取締役副社長）

プロデューサー
- 澤井慎幸（執行役員兼映像事業本部 担当部長「TOWER LAB.」）

プロジェクトマネージャー
- 太田茂憲（執行役員）
- 山﨑勝

プロデューサー・演出
- 新井勝也（取締役）

## 過去の所属スタッフ
- テリー伊藤（非常勤相談役、株式会社ロコモーション社長）
- 牛丸謙壱（USTV・日本デジタルテレビ放送株式会社 代表取締役会長）
- 高橋がなり（ソフト・オン・デマンド創立者，\マネーの虎の出資者）
- 後藤喜男／杉山和典（株式会社ジョイマン社長／取締役）
- 望月政道（TV・プロデューサー）
- 稲葉暁智（クイーンズフィルム株式会社取締役）
- 松崎俊顥（株式会社スーパーテレビジョン前社長）
- 梁取正彦／岡崎成美（株式会社コール社長／取締役）
- 大家正子（株式会社アンジュ・ド・ボーテ ホールディングス）
- 石田昌浩（厨子王株式会社 社長）
- 木藤憲治（株式会社カルペディエム・エンタテインメント社長）
- 小林ユージ（株式会社Hi-Mode社長）
- 駒木純一（株式会社ディレクターズ21 社長）
- 加藤幸二郎（AXON 代表取締役社長、日本テレビ・元：情報・制作局長）
- 長江努（株式会社DIRECTIONS 代表取締役）
- 山地孝英／山谷和隆／掛水伸一（株式会社ジーヤマ 社長／取締役）
- 佐藤俊一（株式会社アンメック 社長）
- 纐纈勇人（株式会社ドラゴンエンタテインメント 社長）
- 和田薫 (株式会社ハーモニープロモーション 社長）
- 田口マサキ（株式会社 タグボートカンパニー 社長 / ジーアイホールディングス演出 プロデューサー）
- 長久弦／安西義裕（株式会社ガッツエンターテイメント 社長／副社長）
- 丹羽夕美子（アイブリックスタジオ株式会社 取締役）
- マッコイ斉藤（笑軍様 社長）
- タカハタ秀太
- 長井健司（映像ジャーナリスト）
- 玉井浩
- 前田展宏（株式会社イカロス）
- 小島悟
- 高須信行
- 長嶺望（有限会社オフィスNY代表取締役）
- 大錦玄孝
- 山崎敏光
- 平出淳（有限会社KaniZo代表取締役）
- 神崎啓太郎
- 比留間利幸
- 古賀謙一（株式会社ガッツエンターテイメント）
- 岡宗秀吾（株式会社 Bacon 社長）
- 水口智就（株式会社極東電視台 執行役員）
- 小平寛
- 山岡拓也
- 後藤隆一郎（株式会社イマジネーション 代表取締役）
- 小林淳一
- 中野テツジロ（株式会社極東電視台）
- 田中真理子
- 中山維夫（株式会社NX 代表取締役 兼 放送作家 中山ユキオ）
- 宮原玲子
- 若林愛美（厨子王株式会社）
- 高山和大（有限会社フォルコム）
- 高橋雄康
- 松山功（NEXT VISION株式会社 社長）
- 木戸隆文（Oidooon株式会社 代表者）
- 村山尚純（関西テレビ放送株式会社 制作局プロデューサー）
- 松崎美帆（琉球朝日放送株式会社）
- 岩井啓一（株式会社テレプロ　yomitan101代表）
- 大野克己（株式会社STEELO）
- 甲斐康道（株式会社テレビ朝日 総合編成局制作1部 プロデューサー）
- 新井康孝（株式会社TBSスパークル エンタテインメント本部 プロデューサー 兼 演出）
- 〆谷浩斗（元『元気が出るテレビ』『進め!電波少年』ディレクター。NTV映像センターを経て現株式会社メディアシード所属）
- 成瀬広靖
- 樋渡昇一郎（株式会社アカツキメディアスタジオ代表取締役）
- 佐々木桂（詩人/エッセイスト）
- 須藤貴（フードコーディネーター）
- 屋敷裕政（お笑い芸人、ニューヨーク）
- 矢崎ゆうこ（株式会社ジェイ・ストーム 宣伝プロデューサー）
- 森田美桜

## 主な制作協力番組

### テレビ番組
（凡例）太字：現在放映中また継続中（特番の場合）の番組・これから放映される番組、大：大阪事業のみの制作番組。

#### ドラマ
- 単身赴任淋しい妻たちの殺人（朝日放送、テレビ朝日系列全国ネット　1987年7月18日、土曜ワイド劇場枠）

## 関係会社
- STEELO